# A Walk in the Clouds
A Walk in the Clouds (Brasil: Caminhando nas Nuvens / Portugal: Um Passeio nas Nuvens) é um filme méxico-estadunidense de 1995 dirigido por Alfonso Arau. O roteiro foi escrito por Robert Mark Kamen, Mark Miller, e Harvey Weitzman é um remake baseado no filme de 1942 italiano Four Steps in the Clouds.

## Sinopse
Logo após a rendição do Japão, que marca o fim da II Guerra Mundial. Paul Sutton retorna a São Francisco para se reunir com sua esposa Betty, com quem se casou, na sequência de um namoro rápido, um dia antes de ele partir para o Pacífico. A guerra o deixou com cicatrizes emocionais.
Paulo briga com Betty, especialmente depois que ele descobre que a maioria das cartas que ele lhe escreveu ela não abriu. Ele está determinado a deixar o casamento, e espera estabelecer uma nova carreira. Numa de suas viagens como vendedor de chocolate, Paul, conhece Victoria, uma bela estudante grávida. Emocionado pela sua história, ele concorda em passar por seu marido até que sua família se acostume com a ideia.

## Crítica
Roger Ebert do Chicago Sun-Times chamou o filme de "uma fantasia romântica gloriosa,. É preciso, talvez, ter um pouco dessas qualidades em um filme, mas que me encantou com inocência e confiança ... Numa altura em que os filmes parecem obrigados a ser cínico."
Mick LaSalle do San Francisco Chronicle, disse, "Walk in the Clouds é em grande parte uma bonita história, bem-actuado e imagem emocionalmente rica."
Hal Hinson do Washington Post chamou de "um filme incrivelmente atroz - tão ruim, na verdade, que você pode realmente conseguir espremer algumas risadas com isso ... O filme tem o xaroposo, Kodak olhar magia do momento de uma filme de Bo Derek, e praticamente o mesmo nível de substância".
Variety descreveu o filme como "um brilhante, romance de conto de fadas que é mais na anseios de credibilidade" e "um modesto mas nitidamente montada comédia/ melodrama".

## Prêmios
Maurice Jarre ganhou o Globo de Ouro de Melhor Trilha Sonora Original

## Elenco
- Keanu Reeves como Paul Sutton
- Aitana Sánchez-Gijón como  Victoria Aragón
- Anthony Quinn como Don Pedro Aragón
- Giancarlo Giannini como Alberto Aragón
- Angélica Aragón como María José Aragón
- Evangelina Elizondo como Guadalupe Aragón
- Freddy Rodríguez como Pedro Jr.
- Debra Messing como Betty Sutton
- Febronio Covarrubias como José Manuel
- Roberto Huerta como Jose Luis
- Juan Jiménez como José Maria
- Alejandra Flores como Consuelo
- Gema Sandoval como Maria
- Don Amendolía como Padre Coturri